# Pla de Benioff

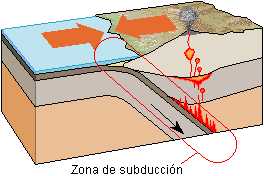
Esquema d'un pla de subducció on es pot veure el pla de Benioff

Els plans o zones de Wadati-Benioff són zones sísmiques que formen un pla inclinat en una zona de subducció de la placa oceànica per dessota de la continental i que s'allarguen fins a una profunditat de 700 km.
El nom fa honor al sismòlegs Kiyoo Wadati i Hugo Benioff, pioners en l'etudi del fenomen de subducció de les plaques de l'escorça terrestre.
Són zones de l'escorça terrestre alineades paral·lelament a les fosses oceàniques que conformen plans inclinats que cabussen entre 40º a 60º. En aquestes zones acostuma a produir-se una forta activitat sísmica i vulcanisme associat.
Aproximadament, el 75% dels terratrèmols tectònics s'inicien a poca profunditat (menys de 60 km) i entre aquests s'hi compten els més potents de tots, amb Mw superiors a 9), que només es produeixen a la zona sismogènica poc profunda de les plaques a les zones de subducció. La resta dels terratrèmols tectònics es produeixen a profunditats superiors als 60 km arribant fins als 700 km. Aquests terratrèmols més profunds es produeixen, gairebé tots, al llarg de les zones primes i inclinades entre plaques, és a dir en les zones o plans de Wadati-Benioff.
Els límits de la zona resten definits per les alineacions dels hipocentres dels terratrèmols a les zones de subducció entre la superfície i fins a 700 km de profunditat, formant un pla inclinat d'un angle entre 15 i 75° amb relació a l''horitzontal de la placa que és subduïda.
Els plans de Benioff es localitzen a les vores convergents entre plaques o zones de subducció, és a dir, zones on una placa oceànica subdueix sota d'una placa continental i així es destrueix la litosfera que s'ha creat 200 milions d'anys abans a la dorsal oceànica. En subduir, la litosfera oceànica forma el pla inclinat, que és el pla de Benioff. El fregament que es produeix amb els materials de l'altra placa litosfèrica genera forts sismes. Es poden produir sismes que arribin fins als 700 km de profunditat. Els sismes són l'efecte de la deformació que pateix la litosfera quan subdueix.